# Lijst van gemeenten in het departement Val-de-Marne
Hieronder volgt een lijst van de 47 gemeenten (communes) in het Franse departement Val-de-Marne (departement 94).
| 1. Fresnes 2. Rungis 3. Thiais 4. Chevilly-Larue 5. L'Haÿ-les-Roses 6. Villejuif 7. Cachan 8. Arcueil 9. Gentilly 10. Le Kremlin-Bicêtre 11. Ivry-sur-Seine 12. Charenton-le-Pont 13. Saint-Maurice 14. Maisons-Alfort 15. Alfortville 16. Vitry-sur-Seine | 1. Choisy-le-Roi 2. Orly 3. Villeneuve-le-Roi 4. Ablon-sur-Seine 5. Villeneuve-Saint-Georges 6. Valenton 7. Créteil 8. Saint-Maur-des-Fossés 9. Bonneuil-sur-Marne 10. Sucy-en-Brie 11. Boissy-Saint-Léger 12. Limeil-Brévannes 13. Villecresnes 14. Mandres-les-Roses 15. Périgny 16. Santeny | 1. Marolles-en-Brie 2. La Queue-en-Brie 3. Noiseau 4. Ormesson-sur-Marne 5. Chennevières-sur-Marne 6. Le Plessis-Trévise 7. Villiers-sur-Marne 8. Champigny-sur-Marne 9. Joinville-le-Pont 10. Nogent-sur-Marne 11. Le Perreux-sur-Marne 12. Bry-sur-Marne 13. Fontenay-sous-Bois 14. Vincennes 15. Saint-Mandé |

## A
Ablon-sur-Seine
- Alfortville
- Arcueil

## B
Boissy-Saint-Léger
- Bonneuil-sur-Marne
- Bry-sur-Marne

## C
Cachan
- Champigny-sur-Marne
- Charenton-le-Pont
- Chennevières-sur-Marne
- Chevilly-Larue
- Choisy-le-Roi
- Créteil

## F
Fontenay-sous-Bois
- Fresnes

## G
Gentilly

## H
L'Haÿ-les-Roses

## I
Ivry-sur-Seine

## J
Joinville-le-Pont

## K
Le Kremlin-Bicêtre

## L
Limeil-Brévannes

## M
Maisons-Alfort
- Mandres-les-Roses
- Marolles-en-Brie

## N
Nogent-sur-Marne
- Noiseau

## O
Orly
- Ormesson-sur-Marne

## P
Périgny
- Le Perreux-sur-Marne
- Le Plessis-Trévise

## Q
La Queue-en-Brie

## R
Rungis

## S
Saint-Mandé
- Saint-Maur-des-Fossés
- Saint-Maurice
- Santeny
- Sucy-en-Brie

## T
Thiais

## V
Valenton
- Villecresnes
- Villejuif
- Villeneuve-le-Roi
- Villeneuve-Saint-Georges
- Villiers-sur-Marne
- Vincennes
- Vitry-sur-Seine